# František Hamouz
František Hamouz (15. srpna 1919 Brná nad Labem [podle jiného zdroje narozen v obci Chrášťany u Rakovníka] – 23. června 1985 Praha) byl český a československý politik Komunistické strany Československa, ministr a místopředseda vlád Československa, poúnorový poslanec Národního shromáždění ČSSR, poslanec Sněmovny lidu Federálního shromáždění za normalizace a diplomat.

## Biografie
Absolvoval obchodní akademii v Teplicích-Šanově a působil jako úředník v podniku Schicht v Ústí nad Labem. Pak byl povolán do podniku PZO Motokov, kde v letech 1951–1953 působil jako ústřední ředitel. V letech 1953–1954 zastával post náměstka ministra zahraničního obchodu. V letech 1954–1958 zastupoval Československo v Radě vzájemné hospodářské pomoci. V letech 1959–1963 byl prvním náměstkem ministra zahraničního obchodu. V letech 1963–1968 byl ministrem zahraničního obchodu ČSSR. Tuto funkci zastával v třetí vládě Viliama Širokého a vládě Jozefa Lenárta. Pak v první vládě Oldřicha Černíka a druhé vládě Oldřicha Černíka zastával v letech 1968–1969 post místopředsedy vlády. V třetí vládě Oldřicha Černíka v letech 1969–1970 pokračoval jako místopředseda vlády a navíc se vrátil na post ministra zahraničního obchodu ČSSR. V první vládě Lubomíra Štrougala a druhé vládě Lubomíra Štrougala už byl v letech 1970–1976 opět jen místopředsedou vlády.
Ve volbách roku 1964 byl zvolen za KSČ do Národního shromáždění ČSSR za Severočeský kraj. V Národním shromáždění zasedal až do konce volebního období parlamentu v roce 1968.
K roku 1968 se profesně uvádí jako místopředseda vlády z obvodu Liberec-město. Jeho politická kariéra pokračovala a vyvrcholila po invazi vojsk Varšavské smlouvy do Československa. 26. září 1969 byl kooptován jako člen Ústředního výboru Komunistické strany Československa. 14. sjezd KSČ ho pak ve funkci potvrdil.
V období let 1968–1973 byl stálým představitelem Československa v Radě vzájemné hospodářské pomoci. V letech 1976–1982 působil na postu velvyslance ČSSR v Německé demokratické republice. Roku 1969 mu byl udělen Řád práce a roku 1979 Řád Vítězného února.
Po federalizaci Československa usedl roku 1969 do Sněmovny lidu Federálního shromáždění (volební obvod Liberec-město). Mandát obhájil ve volbách roku 1971 a ve Federálním shromáždění setrval do konce volebního období parlamentu, tedy do voleb roku 1976.